# Седанська академія
Седанська академія (фр. Académie de Sedan) -  висока школа в Седані на півночі Франції, яка у 16-17-му ст. мала велике значення для підготовки керівних кадрів гугенотів.
У результаті  Першої гугенотської війни в 1563 р. було створене напівнезалежне князівство Седан на північному кордоні Франції, яке перебувало під владою реформованих князів. У 1579 р. Франсуаза де Бурбон (Françoise de Bourbon), вдова першого князя Анрі-Робера де ла Марка (Henri-Robert de La Marck), середню школу, спочатку відому як коледж (Collège de Sedan). Анрі де Ла Тур д'Овернь, герцог де Бульйон (Henri de La Tour d’Auvergne, duc de Bouillon), який перейняв правління у князівстві в 1591 р., перебудував школу на зразком заснованої Кальвіном Женевської академії. Для викладання в академії запрошувалися зарубіжні вчениі і був навіть намір перетворити її в університет. Тому на додаток до кафедр філософських студій і теології, вивчення якої було головною метою академії, було створено дві професорські посади з правознавства. Однак через відсутність папського дозволу, що було передумовою створення університету, від цієї ідеї прийшлося відмовитись.  Хоча князівство було прилучено до Франції в 1642 р., Академія залишалася одним з основних центрів підготовки пасторів реформатської церкви Франції.
З 1660-х років при збільшенні тиску кліру  Римсько-католицької церкви, Академія була закрита 9 липня 1681 року за наказом короля Людовика XIV. Закриття було передвісником едикту Фонтенбло, яким король у 1685 заборонив реформатські церкви у Франції, а їхніх прихильників було оголошено поза законом.